# Gira No es lo Mismo 2004
Gira No es Lo mismo 2004 es la cuarta gira del cantautor español Alejandro Sanz, lanzada en DVD. Este concierto fue grabado en la Plaza de Toros de las Ventas de Madrid en 2004, consta de 18 canciones e incluye duetos con la cantante española Malú en el tema “Aprendiz” y con la cantante brasilera Daniela Mercury en el tema “He sido tan feliz contigo”.
Al igual que su anterior DVD, hay una sección llamada EXTRAS, que incluye su discografía completa, videografía y un Documental de 40 minutos, el cual repasa, lo que fue tanto la promoción y gira de su álbum “No es lo Mismo” por todo el mundo. Este concierto fue lanzado bajo el sello de Warner Music

## Lista de canciones

### DVD
1. 12 por 8
2. Eso
3. Quisiera Ser
4. Cuando Nadie Me Ve
5. La Habana
6. Hoy Llueve, Hoy Duele
7. La Fuerza Del Corazón
8. Regálame la Silla dónde te Esperé
9. He sido Feliz Contigo
10. Try To Save Your Song
11. Yo sé Que la Gente Piensa
12. Lo Ves?
13. El alma al Aire
14. Y sólo se me ocurre amarte
15. Aprendiz
16. Corazón Partío
17. Medley: Y si fuera ella?, Amiga Mía, Mi Soledad y Yo
18. No Es lo Mismo

### Extras
1. Documental
2. Opción Multiángulo
3. Discografía
4. Videografía
5. Galería de Fotos

## Personal
- Albert Menéndez – Director musical y teclados
- Nathaniel Townsley – Batería
- Luis Dulzaides – Percusión
- J. Agustín Guereñu – Bajo
- José Antonio Rodríguez – Guitarra Flamenca
- Michael Ciro – Guitarra
- David Palau – Guitarra y coros
- Alfonso Pérez – Teclado y coros
- Carlos Martín – Metales y percusión
- Jon Robles – Saxo y flautas
- José Sibaja – Trompeta
- Esther González – Coros
- Txell Sust – Coros